# 2018년 동계 올림픽 폐막식
2018년 동계 올림픽 폐막식은 2018년 2월 25일 오후 8시(현지 시각)에, 대한민국 평창 올림픽 스타디움에서 진행된 2018년 동계 올림픽의 폐막 행사이다. 올림픽의 폐막식은 올림픽 헌장의 수칙에 의하여 국제 스포츠 행사의 일반적인 폐막식순(폐막사와 국기 게양, 선수단 입장)과 추가 문화 행사, 그리고 차기 개최국인 중국의 문화 행사가 더불어 펼쳐졌다.
폐막식의 슬로건은 'The Next Wave'로, 틀을 깨고 앞으로 나아가려는 도전 정신을 표현하고 세계의 융합과 조화를 추구하고자 했다.

## 준비 과정

### 장소
2018년 동계 올림픽의 폐막식은 당초 알펜시아 스키점프 경기장에서 진행할 예정이었다. 하지만 폐막식에 참석할 참가선수와 관람객을 수용하기 어렵다는 국제올림픽위원회 측의 평가에 따라, 2012년 7월 강원도는 평창군 대관령면 횡계리 고원훈련장에 '평창 올림픽 스타디움'을 조성하게 되었다. 이 과정에서 정부는 예산을 줄이기 위하여 2014년 11월 강릉종합운동장을 리모델링해 개·폐회식장으로 쓰자는 안을 제기하였으나, 개폐회식은 주최 도시에서 열려야 한다는 올림픽 헌장 조항과 주민들의 반발로 개막식장을 신축하기로 최종 결정하였다.
스타디움은 오각형으로 디자인 되었으며, 개·폐회식장인 올림픽 플라자와 시상식을 거행하는 메달 플라자로 구성되었다. 3만 5000석의 관중석과 7층 규모의 본관동 건물로 구성된 건물이며, 중앙에는 원형 무대가, 7층짜리 본관동 옆에는 성화대가 설치되어 있다. 역사상 최초의 행사 전용시설로 올림픽과 패럴림픽이 끝나면 좌석과 가설 건축물이 모두 철거된다.

## 진행

### 카운트다운과 국기 게양
개막식과 마찬가지로 한국어로 십부터 일까지 카운트다운이 진행되는 동시에, 무대에는 숫자들이 등장하는 모션그래픽이 상영된다. 
선수들의 움직임을 나타낸 원반 모양의 화려한 조이트로프 형상이 무대에 띄워지고, 인라인 스키와 인라인 스케이트를 탄 102명의 무용수들이 두 열로 각각 무대에 입장한다. 조이트로프들은 곧 여러 개로 나뉘며 동심원을 그리고, 무용수들은 가운데의 조이트로프에 모여 빙글빙글 돈다. 이내 'ㅊ'자 모양으로 분산되어 다섯 줄을 이루다 다시 그룹을 이루어 돌기도 한다. 이후 무용수들은 다섯 개의 오륜을 그리고, 무대에도 오륜기가 띄워진다.
불꽃놀이와 함께 문재인 대통령과 토마스 바흐 IOC 위원장이 입장한다. 이어 무대에 한국 전통무늬의 문이 그려지고 통로를 만드는데 그 사이로 한 무리의 아이들이 태극기를 들고 건너간다. 이들은 강원 지역 아이들인 횡계초등학교, 대관령초등학교 학생들로, 제23회 동계올림픽을 상징하는 의미에서 23명으로 구성됐으며 수호랑 모자와 태극기 망토를 두른 채 등장했다. 태극기를 들고가던 대표 아이가 깃대 앞에서 멈춰 국방부 전통 의장대에게 태극기를 건네고 게양이 시작된다. 〈애국가〉는 가수 장사익 씨와 아이들이 함께 불렀다.

### 조화의 빛
강원도 화천군 출신의 13살 기타리스트 양세환 군이 성화대 밑에서 등장해 일렉트로닉스 기타로 반주를 시작한다. 이후 무대에서 성화대로 이어지는 오르막에 빛나는 의상을 입은 번지 루프댄서 15명이 루프에 의지한 채 세 줄의 대열을 이루어 오르내리막을 반복하며, 기타 줄의 코드를 잡는 모습을 형상화한다. 이 루프댄서는 퍼포먼스 팩토리, MB크루가 맡았다. 
기타 반주에 이어 무대 중앙에 수십 명의 거문고 연주자와 국악 크로스오버 밴드 '잠비나이'가 등장해 연주를 이어간다. 물결치는 파도 형상이 무대 스크린에 띄워지고 무용수들이 대를 이루어 춤춘 뒤, 배우 이하늬 씨가 고풍스런 한복을 입고 등장해 추앵무를 선보였다. 양세환 군의 〈사계〉 반주가 다시 이어지고, 무대 공중에는 7층짜리 탑이 홀로그램 형식으로 띄워지고, 화려하게 빛나며 끝이 났다.
공연 직후 그룹 빅뱅의 태양이 부른 올림픽 헌정곡 〈Louder〉를 배경음악 삼아 평창 동계올림픽에 참가했던 선수들의 지난 모습들을 보여주는 영상이 재생된다.

### 선수 입장
영상이 끝나고 평창 동계올림픽에 참가했던 92개국의 국기가 순서 구분 없이 동시에 스타디움 안으로 들어온다. 기수단들은 한가운데 모여 원을 그린다. 기수가 제자리를 잡자 역시 순서구분 없이 선수 입장이 시작된다. 선수입장이 진행되는 동안 한국의 대표적인 판소리인 〈토끼전〉과 민요 〈쾌지나 칭칭 나네〉가 현대적인 감각으로 재해석되며 배경음악으로 흘렀다. 인공기(조선민주주의인민공화국의 국기), 한반도기를 든 조선민주주의인민공화국 선수들과 태극기(대한민국의 국기)를 든 대한민국 선수들을 끝으로, 1988년 서울 하계 올림픽의 마스코트였던 호돌이와 이번 대회 마스코트 수호랑이 뒤를 따른다. 
선수들이 모두 입장하자, 개막식 때 선보였던 드론들이 스타디움 한편의 밤하늘에 등장해 수호랑 형상을 만든다. 움직이던 수호랑의 모습은 곧 하트 형상으로 바뀌어 빛난다.

### 기억의 여정
이번 올림픽과 스포츠를 위해 헌신하였으나 세상을 떠나 함께하지 못하게 된 모든 사람들을 추모하는 공연이다. 무대에 푸른 하늘과 알록달록한 꽃나무들이 둘레를 이룬 모습이 비춰지고, 종소리와 함께 한편에서 한국의 전통 장례 문화인 상여 행렬을 재구성한 무리들이 등장한다. 민들레와 꼭두나무인형에 이어 흰 거북 형상이 입장하는데, 여기서 거북은 육지와 바다 모두를 다니며 신과 인간을 잇는다고 예로부터 믿어왔던 동물로, 망자를 위로하고 저승으로 가는 길에 함께하는 상징적 동물로서 등장했으며 개막식 때에는 다섯 아이들과 잠시 만나기도 했다.
중앙에 다다른 거북을 중심으로 형형색색의 꽃잎들이 둘레를 이루며 하늘하늘 움직이다 이내 흩어지고, 거북 역시 흩어지지만 무대 스크린에 그대로 투사되어 어디론가 여정을 떠난다. 사계절의 환상적인 경계들을 넘어가던 거북은 무지개색으로 빛나며 하늘 저편으로 사라진다.

### 메달 수여식
2018년 동계 올림픽 대회에서 가장 마지막에 치러진 크로스컨트리의 여자 30km 클래식과 남자 50km 클래식의 메달 수여식이 진행된다. 먼저 여자 30km 클래식에 출전한 노르웨이의 마리트 비에르겐(금메달), 핀란드의 크리스타 파르마코스키(은메달), 스웨덴의 스티나 닐손(동메달)의 메달 수여식이 진행되고, 노르웨이의 국가가 울려퍼졌다. 이어 핀란드의 이보 니스카넨(금메달), 러시아 출신 선수단의 알렉산드르 볼슈노프(은메달)와 안드레이 라르코프(동메달)의 메달 수여식이 진행되고, 핀란드의 국가가 울려퍼졌다. 이날 메달 수여는 토마스 바흐 IOC 위원장(메달)과 지안프랑코 카스퍼 국제스키연맹 회장(시상품)이 진행하였다.

### 새로운 시간의 축
초를 상징하는 수많은 숫자들이 32부터 60까지 올라가며 무대 가운데를 향해 양옆에서 흘러나온다. 가운데에는 검은 골짜기가 있어 숫자들이 사라진다. 숫자 00이 된 채 더 이상 올라가지 않는 숫자들 가운데, 흑백 기하무늬 복장을 입은 'LPD 무용단'들이 등장한다. 그들 가운데에는 흰색의 '시간의 축'이 일어선다. 숫자가 한순간에 사라지고, 시간의 축에 드러난 흰색 빛이 해시계마냥 무대를 돌더니 이내 다시 흰색 바탕으로 채워진다. 한줄로 늘어선 무용단을 따라 검은색 그림자가 드리워지고, 무용단이 혼란스레 움직이다 다시 차렷 자세를 한다. 정렬되어 있던 그림자들은 갑자기 수백 개의 검은선으로 나뉘어 화면을 복잡하게 뒤덮고, 이후 흰색 선이 그려진 통로 (혼돈의 시기)를 따라 들어가다 다시 시간의 축으로 빛이 모인다.
혼돈의 시기를 통과한 무용단들은 여러 개의 큐브 위에서 다시 현대적인 군무를 선보인다. 무용단이 서있는 큐브들 주변으로 빛의 입자로 구성된 바다가 출렁이고, 큐브는 한쪽으로 이동한 뒤 옆으로 회전해 원을 그린다. 원의 중심은 시간의 축으로 다시 맞춰지고 그를 중심으로 빛이 소용돌이친다. 축을 따라 원을 그리며 모이고 퍼지기를 반복하던 무용단은 한순간에 흰색 원안에 모여 어디론가를 바라본 채, 공연이 끝난다.

### 공식 행사와 차기 개최지 소개
미국의 키컨 랜들 위원과 핀란드의 엠마 테르호 위원이 등장하고, 그들 사이로 평창올림픽 자원봉사자 대표 4명이 나온다. 선수위원들은 자원봉사자들에게 목화 꽃다발과 편지를 전하며 감사의 인사를 전한다. 관중들에게 인사한 여섯 명은 다같이 모여 셀카를 찍으며 이 추억을 영원히 간직한다.
이어서 '열정의 노래' 1막으로 걸그룹 2NE1 출신 가수 CL이 등장, 솔로곡 〈나쁜 기집애〉와 〈내가 제일 잘 나가〉를 불렀다.
공연 직후 그리스의 국가인 〈자유의 찬가〉 반주와 함께 그리스의 국기가 게양됐다. 이후 올림픽기가 내려지고, 오연준이 영어 가사로 〈올림픽 찬가〉를 불렀다. 이어 토마스 바흐 IOC 위원장과 심재국 평창군수, 천지닝 베이징 시장이 등장하였다. 이번 대회의 개최 도시 수장인 심재국 군수가 올림픽기를 펄럭이고 토마스 바흐 위원장에게 전달하였으며, 바흐 위원장은 2022년 동계 올림픽의 개최 도시 수장인 천지닝 시장에게 다시 전달한다. 전달식 후 중국의 국기가 게양되는 동시에 중국의 국가인 〈의용군 행진곡〉이 연주되었다. 대형 전광판에서는 중국에 거주하는 56개 민족을 대표하는 가수들로 구성된 합창단이 〈의용군 행진곡〉을 부르는 장면이 방송되었다.
이후 장이머우 감독의 베이징 소개 무대가 이어졌다. 한가운데에는 무인 이동 스크린 패널이 일렬로 늘어서고, 양옆으로 흰색 조명을 단 무용수들과 팬더 형상을 갖춘 두 명이 등장, 규칙적인 곡선무늬의 궤도 (전세계를 잇는 인터넷 선을 상징)가 무대 위에서 알록달록하게 빛나고, 횡과 종으로 배열된 궤도들은 이내 붉은색의 중국 전통 매듭을 형성한다. 가운데 스크린 패널이 파도를 타듯 출렁이는 가운데 계속에서 아름다운 색깔의 궤도가 그려지다 용의 모습, 그리고 봉황 날개 모습을 그린다. 가운데 원을 형성한 스크린 패널 가운데에는 지구의 모습이 나타나고, 지구에는 올림픽 오륜이, 지구 바깥고리에는 월계수 무늬가 그려지는 가운데, 패널에는 전세계 사람들의 모습이 띄워진다. 이후 2022년 동계 올림픽의 공식 로고가 가운데에 그려지고, 그와 동시에 스크린 패널에는 역대 대회의 로고가 들어난다. 팬더 두 마리가 가운데를 돌고 빛의 선이 중앙으로 빠르게 회전한다.
이어서 영상이 진행된다. 빛의 통로를 통과하는 두 팬더가 무지개색 편지를 받는다. 이후 베이징의 여러 겨울 풍경과 사람들이 등장해 "2022년 베이징에서 만나요"라고 외친다. 만리장성, 천단, 자금성 망루, 전철역, 공항 등의 풍경과 함께, 자전거 대여와 로봇을 이용한 물류통제센터, 로봇 등의 첨단기술도 등장한다. 팬더는 곳곳을 다니며 그들의 목소리를 편지속에 담는다. 이후 베이징으로 오는 전세계 여러분들을 환영하며 2022년 베이징에서 만나자는 시진핑 중국 주석 겸 중국공산당 총서기의 메시지가 전달됐다. 다시 무대를 비추자 사각형 밑에 1924부터 2018까지의 숫자가 연이어 쌓이고, 마지막으로 숫자 2022가 등장함과 동시에 사각형 속에 로고가 뜨며 막을 내린다.
차기 개최지 소개가 끝나고 이희범 평창올림픽 조직위원회 회장과 토마스 바흐 위원장의 연설이 이어졌다. 한국어로 "감사합니다"라는 마지막 인사를 전한 바흐 위원장은 뒤이어 5대륙 대표와 차기 개최지 대표를 소개하였다. 이날 대표로는 윤성빈 (대한민국), 고다이라 나오 (일본), 렴대옥 (조선민주주의인민공화국), 류자위 (중국), 마르탱 푸르카드 (프랑스), 린지 본 (미국), 세운 아디군 (나이지리아), 피타 타우파토푸아 (통가) 선수가 나왔다. 바흐 위원장과 이희범 회장이 다가가 다같이 어울리며 핑거하트 자세를 취하고 마무리했다. 연단으로 돌아온 바흐 위원장은 평창 동계올림픽의 공식 폐회를 선언하였다.

### 성화 소화와 마무리
폐회 직후 '열정의 노래' 제2막으로 EXO의 카이가 한복을 입고 등장해 꽹과리 소리에 맞춰 춤을 추고, 여섯 대의 은빛 차량이 무대위로 올라와 EXO 멤버들을 태워 중앙으로 모인다. 한자리에 온 EXO 멤버들은 《으르렁》을 공연하고, 노래가 끝나자 불꽃놀이가 열렸다.
이후 개막식 주인공으로 나왔던 다섯 아이들이 빛나는 공을 든 채, 거대한 선물상자를 중심으로 수호랑과 함께 무대위에 오른다. 선물상자가 풀리자 한국의 풍경을 담은 거대한 스노우글로브가 나타난다. 스노우글로브를 중심으로 다섯 갈래로 나뉜 무대는 올림픽의 한장면 한장면을 비추는 올림픽 채널을 소개한다. 이후 수백 개의 TV화면 형상이 다시 스노우글로브를 중심으로 배치되다 사라지고, 폐막식 출연진 400여명 전원이 빛나는 공을 하나씩 들고 둘레를 이룬다. 그리고 눈 결정이 등장하다 수백 개의 눈꽃으로 바뀌어 성화대 쪽으로 향하고, 완전히 다 올라가자 성화가 꺼진다. 출연진들은 가운데로 모여 'ㅊ'자 (혹은 눈 결정 모양)을 형성한다.
성화가 꺼지자 일렉트로닉 댄스 뮤직 무대가 펼쳐진다. 세계적인 한국인 DJ 레이든이 등장해 음악을 구성하기 시작하고, 선수단들이 무대로 나와 같이 어울리기 시작한다. 이후 아티스트 마틴 개릭스가 등장해 음악을 이어간다. 모두가 열정적인 음악을 즐기는 가운데 개막식에 나왔던 인면조 인형도 등장한다. 음악이 끝나고 '베이징에서 만나요'를 비롯한 세계 각국언어로 된 작별인사가 관중석에 흐르고, 화려한 불꽃놀이와 함께 폐막식이 막을 내린다.